# لغة إشارة هنود السهول

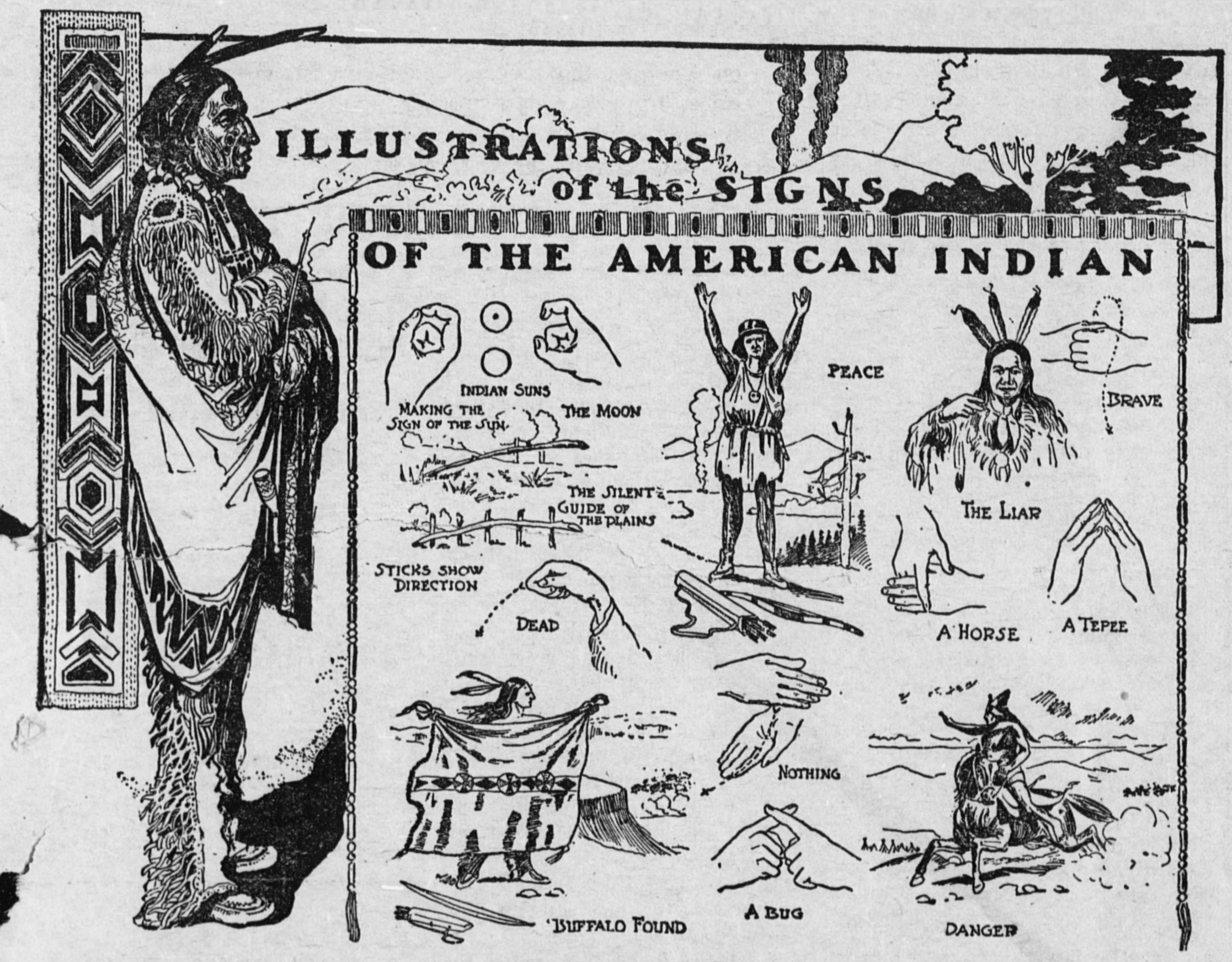
رسم توضيحي لصحيفة من عام 1900 يزعم أنه يعرض العديد من علامات لغة الإشارة الهندية السهلة

لغة إشارة الهنود للسهلين (PISL) والمعروفة أيضًا باسم حديث اليد ومحادثة إشارات السهول لغة إشارة السهول أو لغة إشارة الأمم الأولى هي لغة إشارة مهددة بالانقراض شائعة لدى غالبية الأمم الأصلية في أمريكا الشمالية ولا سيما سكان السهول الكبرى وغابات الشمال الشرقي والحوض العظيم. كانت ولا تزال مستخدمة في ما يُعرف الآن بوسط كندا ووسط وغرب الولايات المتحدة وشمال المكسيك. استُخدمت هذه اللغة تاريخيًا كلغة مشتركة ولا سيما في العلاقات الدولية والتجارة والدبلوماسية، ولا تزال تُستخدم في سرد القصص والخطابة والاحتفالات المختلفة ويستخدمها الصم للاستخدام اليومي العادي.
في عام 1885 قُدِّر عدد الهنود الناطقين بالإشارات بأكثر من 110000 بمن فيهم بلاكفوت وشايان وسيوكس وكيوا وأراباهو. ونتيجة للاستعمار الأوروبي للأمريكيتين والذي شمل على وجه الخصوص المدارس الداخلية الأمريكية والمدارس الكندية السكنية انخفض عدد الناطقين بالإشارات انخفاضًا حادًا. ومع ذلك فقد زاد الاهتمام المتزايد باللغة وأعمال الحفاظ عليها من استخدامها وظهورها في القرن الحادي والعشرين. تاريخيًا شبَّه البعض سجلها الأكثر رسمية -الذي يستخدمه الرجال- باللاتينية الكنسية من حيث الوظيفة. واليوم بصفة أساسية يستخدمها كبار السن والمواطنين الصم من الأمم الأصلية.
يذهب بعض الأطفال الصم من السكان الأصليين إلى مدارس الصم ويتعلمون لغة الإشارة الأمريكية (آسل) بعد أن اكتسبوا بالفعل لغة الإشارة السهلية. وقد تمكنت مجموعة درسوها في عام 1998 من فهم بعضها البعض مع أن هذا كان على الأرجح نتيجة لاستخدام لغة الإشارة الدولية. ويفترض جيفري إي. ديفيس وهو لغوي رائد في جهود التوثيق أن هذا الاتصال جنبًا إلى جنب مع الاتصال المحتمل بلغة إشارة مارثا فينيارد (سابقة محتملة أخرى للغة الإشارة الأمريكية) قد يشير إلى أن لغة الإشارة الأمريكية تنحدر جزئيًا من لغة الإشارة السهلية.(ص.24 – 27)

## علم أصول الكلمات
في حين أنه توجد العديد من الأسماء للغة فإن هاند تولك هو المصطلح المفضل في المجتمعات الأصلية. إن المصطلح هو نسخ لاسم اللغة نفسها. إذ تستخدم أسماء أخرى للغة مثل حديث إشارة السهول ولغة الإشارة الهندية السهلية (الأخيرة مفضلة حصريًا في الولايات المتحدة) ولكن هذه الأسماء خاطئة لأن حديث اليد تمتد إلى ما وراء السهول الكبرى إلى شمال شرق الغابات والحوض العظيم وما بعده. في الواقع كما كتب ماكاي كودي (2019) يجب اعتبار حديث اليد نفسها عائلة من اللغات ذات الصلة الوثيقة.

مع أن اسم "حديث اليد" هو ترجمة مباشرة للغة نفسها إلا أن كل دولة لديها كلمتها الخاصة أو اسمها لـحديث اليد في لغاتها الشفوية الخاصة:
- اللغات الألجونكوينية :
  - أرباهو: Bee3osohoot / Bee3sohoet[14]
  - بلاكفوت: A'psstówahsin[15]
  - شايان: الإفتتاحية[16]
  - بلينز كري: isiniskêstâkêwin (ᐃᓯᓂᐢᑫᐢᑖᑫᐃᐧᐣ)[17]
- لغات الكادوان:
  - باوني: Ikstaaruhuraawaahʾuʾ[18]

- لغات الإيروكوا:
  - سينيكا: Gayeöni:h[19]

- لغات نا-ديني:
  - نافاجو : ييديز[20]

- لغات السيوان:
  - Crow : Baapáattuua[21]

- داكوتا: ويكيوتابي[22]
- هو تشانك: Nąąp hoit'e[23]
- لاكوتا: Wíyutȟapi
- ناكودا: Wíyutabi[24]
- ستوني: Wowîhâ Îabi[25]

- اللغات الأوتو-أزتيكية:
  - كومانش: Mootekwaʔpʉ̠ / Moʔotekwapʉ̠[26]
  - يوت: Wanawmanik[27]

## التاريخ
يرتبط تاريخ لغة الإشارة ارتباطًا وثيقًا بالنقوش الصخرية القديمة والحديثة للقارة، ومع ذلك لا يُعرف الكثير في الأوساط الأكاديمية عن أصول لغة الإشارة في السهول التاريخية. حيث تشير أقدم السجلات للتواصل بين الأوروبيين والشعوب الأصلية في منطقة ساحل الخليج -فيما يُعرف الآن بولاية تكساس وشمال المكسيك- إلى وجود لغة إشارة مكتملة التكوين كانت مستخدمة بالفعل مع وصول الأوروبيين إلى هناك. تشمل هذه السجلات روايات كابيزا دي فاكا عام 1527 وكورونادو عام 1541.
ربما بدأت لغة الإشارة في جنوب أمريكا الشمالية أو ربما في شمال المكسيك أو تكساس ولم تنتشر إلى السهول إلا مؤخرًا مع أن هذا الاشتباه قد يكون من صنع الملاحظة الأوروبية. فمن المعروف وجود مجموعة من لغات الإشارة المايا تُسمى ميمول تشابآل أو ميمول تسيج في لغة الكيتشي ولكن من غير المعروف مدى تأثير ميمول تسيج على لغة الإشارة.
تُعدّ منطقة الشمال الغربي موطنًا للغة إشارة الهضبة وهي إما لغة واحدة أو مجموعة لغات إشارة يتحدث بها السكان المحليون. كما أنه من غير المعروف كيفية ارتباط لغة إشارة الهضبة بالكلام اليدوي ولكن من المحتمل وجود صلة بينهما. ومع أنها لا تزال تُستخدم وخاصةً من شعب الكتوناكسا إلا أن سكان الهضبة تحولوا تاريخيًا إلى استخدام لغة شينوك العامية.
في السنوات الأخيرة اتخذت أمة أونيدا خطواتٍ لإحياء لغة الإشارة الخاصة بها. فتاريخيًا كانت أمم غابات الشمال الشرقي مثل شعب هاودنوسوني تتحدث نوعًا مختلفًا من لغة الإشارة. وبدأ مشروع لغة الإشارة أونيدا رسميًا عام 2016 ويجري إضافة المزيد من الإشارات حتى يومنا هذا.

## الجغرافيا
وثق استخدام لغة الإشارة بين المتحدثين بما لا يقل عن 37 لغة منطوقة في اثنتي عشرة عائلة منتشرة على مساحة تزيد عن 2.6 مليون كيلومتر مربع (مليون ميل مربع). وفي التاريخ الحديث تطورت بدرجة كبيرة بين قبائل كرو وشايان وأراباهو وكيوا وغيرهم ولا تزال قوية بين قبائل كرو وشايان وأراباهو.
إن الأمم المختلفة التي لديها استخدام موثق ومقسمة حسب العائلة اللغوية هي التالية:
- ألغونكيان: أنيشينابي وأراباهو وبلاكفوت وشايان وكري وجروس فينتري
- أثاباسكان: أباتشي (ميسكاليرو وليبان وجيكاريلا ووكيوا أباتشي) وبيفر ونافاجو وسارسي
- كادوان: أريكارا وباوني ويتشيتا
- كواويلتيكان : أتكابا وكواويلتيكو وكارانكاوا وتونكاوا
- الايروكوا: هاودنوسوني وويندات
- نوميك: كومانشي وبايوت وشوشوني ويوت
- البنوتي: كايوس
  - سهابتيان: نيز بيرس وبالوس وسهابتين وأوماتيلا
- بيمان: بيما وباباجو ويستمر إلى شمال المكسيك
- بويبلوان: هوبي وكيريسان وزوني
  - تانوان: كيووا وتاوس
- ساليشان: كور دالين وفلاتهيد وكاليسبيل وسانبويل وسبوكين
- سيوان: داكوتا وكرو وهيداتسا ولاكوتا وماندان وناكودا وناكوتا وأوماها وأوسيدج وأوتو وبونكا
- يومان: ماريكوبا

ميلاني ر. ماكاي-كودي امرأة صماء من قبيلة شيروكي ومتحدثة/باحثة في لغة الإشارة تُشير إلى أن لغة الإشارة "السهلية" هي في الواقع عائلة من اللغات المترابطة التي تمتد إلى ما وراء السهول الكبرى. وتُقسّم اللغات الإقليمية إلى: لغة الإشارة الشمالية الشرقية (بما في ذلك لغة إشارة أونيدا) ولغة إشارة السهول ولغة إشارة حوض جريت باسين (التي يتحدث بها على سبيل المثال شعب اليوت) ولغة الإشارة الجنوبية الغربية. كما تُشير إلى لغة ساحل غربي يتحدث بها شعب تشوماش وتُرجّح أن لغة إشارة الإنويت لها علاقة ما بهذه المجموعة من لغات السكان الأصليين اليدوية في أمريكا الشمالية. ولم تُذكر لغة إشارة ساحل ساليش. وتُوضّح أن لكل من هذه اللغات لهجات مُحددة مثل لغة بلاكفوت.
يتحدث سكان نافاجو وهوبي وأباتشي وبويبلو لغة اليد الجنوبية الغربية. ومع ذلك يتحدث سكان نافاجو وكيريس لغتي إشارة منفصلتين: لغة إشارة كيريسان ولغة إشارة عائلة نافاجو وهي قبيلة نافاجو تضم عددًا كبيرًا من الصم. وبالمثل قد تكون لغة إشارة الهضبة مرتبطة أو غير مرتبطة بلغة اليد.

## كتابة
نظام الكتابة في لغة هاند توك هو الكتابة بالصور على شكل نقوش صخرية وصور توضيحية وهيروغليفية. وهي إحدى لغات الإشارة القليلة التي لها شكل مكتوب. وكما كتب ماكاي كودي (2019) عن الكتابة الصخرية: "مع أنها ليست بالضرورة خطية فإن القطع هي سرديات تصويرية". حيث يبدد المؤلف اليوناني الشيروكي توماس كينج الأسطورة القائلة بأن "جميع الأدب في الأمريكتين كان شفهيًا فقط" في كتابه "الحقيقة حول القصص سرد أصلي". "في الواقع استخدمت العديد من [الأمم] الأنظمة التصويرية (النقوش الصخرية والصور التوضيحية والهيروغليفية) لإحياء ذكرى الأحداث وتسجيل القصص".
خدمت الكتابة على الصخور مجموعة متنوعة من الأغراض من السرد إلى تحديد المنطقة إلى علامات تحديد المواقع المشابهة لإشارات الطرق الحديثة والتي سيكون الأخير منها هو الإشارة إلى مصادر المياه والمسارات عبر الوديان وتحذيرات مناطق الفيضانات المفاجئة. ونظرًا لأن هاند تولك هي لغة بصرية مكانية فإن كتابتها غير خطية ومرئية بالمثل. وفي دراسة عن الكتابة في يوت كنتري (نوتشي توفوبو) يشير ماكاي كودي إلى أنه نظرًا لأن هاند تولك المنطوق في الحوض العظيم يضع الماضي على اليسار والمستقبل على اليمين (على عكس لغة الإشارة الأمريكية التي تضع الماضي والمستقبل خلف وأمام المُوقِّع على التوالي) فإن الكتابة على الصخور في المنطقة غالبًا ما تمثل السرد بوجه مماثل زمنيًا من اليسار إلى اليمين. على النقيض من ذلك فإن شعوب السهول والأوتو أزتيك تستخدم الإشارة ومن ثم تقرأ وتكتب الماضي والمستقبل من اليمين إلى اليسار مثل تعدادات الشتاء لدى لاكوتا. كما أن الارتفاع والحجم واتجاه النقوش الصخرية الفردية تشفر أيضًا دلالات مثل المفاهيم الزمنية والمكانية وغيرها.
تُطمس الكتابة التصويرية في لوحة "هاند توك" الحدود بين الفن والكتابة. وكُتبت العديد من اللافتات بنفس طريقة توقيعها. على سبيل المثال تتضمن كلمة "جائع" يدًا مسطحة متجهة لأعلى تقطع بطن الشخص. وكتابةً يُصوّر رمزها إنسانًا بخط يخترق معدته. ومع ذلك وبعيدًا عن الرمز "القياسي" يُمكن أيضًا رسم نسخ أسلوبية لا تزال قابلة ليقرأها متحدث لوحة "هاند توك".
لم يقتصر الحديث بالأيدي على الكتابة الصخرية. فكتابات أنيشينابي ويغواساباكون وإحصاءات الشتاء لدى لاكوتا مثالان على كتابات على مخطوطات لحاء البتولا وجلود الجاموس على التوالي. ولا يُعرف ما إذا كانت هناك علاقة إن وُجدت بين الهيروغليفية الميكماوية والحديث بالأيدي. وخلال حقبة الاستعمار كُتبت لغة الإشارة السهلية أيضًا على الورق. فعلى سبيل المثال أُرسلت رسالة من والدي طالب معتقل من قبيلة كيوا يُدعى بيلو كوزاد إلى مدرسة كارلايل الهندية في بنسلفانيا عام 1890 من والديه.

## علم الأصوات
كان لا مونت ويست الذي عمل تحت إشراف ألفريد كرويبر وتشارلز ف. فوجلين رائدًا مبكرًا ليس فقط في التحليل الصوتي للغة الإشارة السهلية ولكن في علم أصوات لغة الإشارة بوجه عام. وفي أطروحته غير المنشورة طور نظام تدوين وحلل لغة الإشارة السهلية على أنها تحتوي على اثنين وثمانين فونيمًا والتي أطلق عليها اسم كينيمات حيث يمكن تقسيم كل منها بطريقة أكبر من حيث الميزات. لقد حلل العلامات على أنها معقدة من الناحية المورفولوجية لدرجة أن آخرين مثل ويليام ستوكو سيحللونها على أنها أحادية الشكل وقد أعيد اكتشاف العديد من النتائج التي توصل إليها لاحقًا. كما كانت دراسته للغة الإشارة السهلية تجري في نفس الوقت الذي كانت فيه دراسات ستوكو الرائدة في علم أصوات لغة الإشارة الأمريكية.(ص.85)
حلل ويست لغة الإشارة في السهول على أنها تحتوي على فونيمات غير قابلة للعزل مصنفة على أنها أشكال اليد والاتجاهات والمرجعيات والحركات أو أنماط الحركة والديناميكيات. أربعة من هذه تتوازى مع معلمات لغة الإشارة المعترف بها على نطاق واسع الآن وهي شكل اليد والاتجاه والموقع والحركة والتي نشأت من عمل ستوكوي وباحثين آخرين في وقت لاحق على مجموعة متنوعة من لغات الإشارة. الخامس اولديناميكي فريد من نوعه في تحليل ويست مع أنه قد يكون موجودًا في لغات إشارة أخرى أيضًا. حيث جادل ويست بأن هذا التحليل يتجنب مشكلة وجود علامات تتكون من فونيم واحد تتكون من مورفيمات متعددة:(ص.5)(ص.134 – 135)
- الاتجاه - الحروف المتحركة المتوازية توجد ثمانية اتجاهات مميزة بما في ذلك "اتجاهات" التلامس أو التوازي مع المرجع. ويمكن دمجه مع شكل اليد للدلالة على الإشارة أو المواجهة ومع المرجع حيث يظهر كموضع أو مع الحركة (أي ديناميكيات الحركة) حيث يحدد اتجاه الحركة.
- شكل اليد - الحروف الساكنة المتوازية يمكن تقريب أو عدم تقريب تسعة أشكال أساسية لليد لتشكيل ما مجموعه 18 شكلًا مميزًا لليد.
- المرجع - الذي يبلغ عدده 40 يُمثل المخزون الصوتي الأكبر للغة الإشارة السهلية مقارنةً بمعظم اللغات المنطوقة. قد يكون هذا جزءًا من اليد أو الرأس أو الساق أو الجسم أو مرجعًا خارجيًا.
- أنماط الحركة - هناك أربعة أنماط للحركة تتكون من شكل أي حركة.[49](ص.10 – 16)

لا يمكن أن يحدث الصوت في عزلة مع أن المورفيم قد يتكون من صوت واحد فقط.(ص.6)

### الديناميكيات
هناك اثنا عشر صوتًا ديناميكيًا تعمل بوجه مشابه للأصوات فوق القطعية مثل النبرة أو النغمة حيث يجب أن تُصنع كل إشارة بسرعة أو قوة معينة بينما تُحدد بعض الإشارات فقط. ويمكن للديناميكيات إما تغيير طريقة إدراك صوت آخر مثل شكل اليد أو حركتها أو تعديل الحزمة بأكملها أو الحزمة الفرعية.(ص.5,15)

#### ديناميكيات مستوى الصوتيات
ديناميكية الحركة

عادةً ما تحدث الحركة عند الكوع. وقد تُنطق الحركة عند المعصم وفي هذه الحالة يُقال إنها تحتوي على فونيم إضافي يُسمى ديناميكية الحركة. إذا حدثت حركة المعصم بالإضافة إلى حركة أخرى فإن ديناميكية الحركة تكون قد جُمعت مع ديناميكية طويلة المدى.(ص.37)

الضغط

يوجد نوعان من التشديد الصوتي: التشديد والتراخي بالإضافة إلى التشديد الافتراضي غير المُعَلَّم. عند دمجهما مع شكل اليد يتوافق هذان التشديدان على التوالي مع فرط ونقص امتداد أجزاء اليد الممدودة مقارنةً بشكل اليد الأساسي.
في الحركات يُوصف الحركة إما بأنها قوية وسريعة أو ضعيفة وبطيئة. يمكن للحركة أيضًا أن تتحد مع ديناميكيتين للإجهاد إحداهما تُحدد شدة الحركة بأنها إما متوترة أو خفيفة والأخرى تُحدد سرعتها. عند عدم وجود ديناميكية إجهاد تنتقل الحركات إلى قوة وسرعة متوسطتين ويصبح الشد غير ذي صلة.(ص.42)

الامتداد

تمثل الامتدادات الصوتية الطويلة والقصيرة الطول في سياقات متنوعة. مع المرجع تُحدد المسافة الافتراضية بين اليد والإشارة.
بالنسبة للحركة فإنهم يحددون طول الحركة كطويل أو قصير مع كون الطول الافتراضي هو متوسط الطول.(ص.42) يؤدي إطالة الحركة إلى تحريك المفصل من الكوع إلى الكتف.(ص.37)

وقد تتحد أيضًا مع ديناميكية الإجهاد أو ديناميكية مدى أخرى وفي هذه الحالة فإنها تبالغ فيها.

التقريب أو التثنية

هذه الديناميكية غير الصوتية تخدم غرضين. تُستخدم مع أشكال اليد غير المستديرة لتوليد أشكال اليد المستديرة كما هو الحال مع التعبير الصوتي لتوليد حروف ساكنة مجهورة من حروف ساكنة غير مجهورة.
يمكن استخدامه أيضًا لدمج أي اتجاهين لتشكيل اتجاه وسط بينهما وهو ما قارنه ويست بالحروف الساكنة ثنائية النطق. وأشار إلى أنه بينما تُوصف الحروف الساكنة ثنائية النطق عادةً بأنها فونيمات منفصلة فإن عدد أزواج الاتجاهات ثنائية النطق في لغة الإشارة السهلية كبير جدًا بحيث لا يمكن منحها جميعًا صفة فونيمية.(ص.39)

#### ديناميكيات مستوى الحزمة
محددات اليد

افتراضيًا يمكن صُنع الإشارة بأيٍّ من اليدين مع أن اليد اليمنى هي الأكثر شيوعًا. ومع ذلك يمكن أيضًا تحديد الإشارة بأنها يسارية، أو متماثلة بكلتا اليدين أو متوازية بكلتا اليدين أو متوازية بالتناوب.(ص.39)

مكررات الحزمة

يمكن تكرار الحزمة إما بصيغة دقيقة أو تدريجيًا (بدءًا من حيث انتهى التكرار الأخير) أو بصيغة غير منتظمة (مع اتجاهات مختلفة وعشوائية في كل مرة).(ص.40)

### علم الأصوات
أصغر وحدة قابلة للتنفيذ وفقًا لتحليل ويست تُسمى الحزمة والتي قارنها بالمقطع الصوتي المنطوق. ويجب أن تحتوي الحزمة على نواة واحدة فقط وشكل يد واتجاه يُرمز إليه بـ PO. تُعرّف الحزمة الفرعية بأنها اتجاه واحد غير ثنائي مع الفونيمات غير الاتجاهية المرتبطة به.(ص.70)
لا توجد قيود تُذكر على تزامن أعضاء الفئات الصوتية المختلفة ضمن حزمة واحدة خاصةً بين أشكال اليد والاتجاهات وفئات الحركة والديناميكيات. ولأن بعض المراجع نادرة جدًا يصعب تحديد ما إذا كانت هناك حدود لامتيازاتها التركيبية.(ص.18)
على النقيض من ذلك، فإن مجموعات الأصوات المتعددة من نفس الفئة ضمن حزمة واحدة مقيدة بشدة. نادرًا ما تتجمع أشكال اليد ولا تتجمع المراجع أبدًا والتجمع بين الديناميكيات محدود بالفئة الفرعية ونادر جدًا. كما لا يمكن لأنماط الحركة أن تُشكل سوى مجموعات من نمطين حيث يجب أن يكون أحد أنماط الحركة تذبذبًا/اهتزازًا.(ص.42) الفئة الصوتية ذات الامتياز التركيبي الأكبر هي الاتجاه، حيث يمكن تجميع أي اتجاهين باستخدام ديناميكية التقسيم الثنائي.(ص.18)

### العمليات الصوتية
الأشكال الممكنة للعلامات مقيدة بشدة.(ص.71) معظم العلامات تكون بيد واحدة بما في ذلك جميع علامات الوظيفة(ص.11) ويمكن تقسيم هذه الإشارات التي تُستعمل بيد واحدة إلى إشارات ثابتة أو إشارات متحركة. أما الإشارات التي تُستعمل باليدين فتقتصر على الإشارات التي تكون فيها كلتا اليدين ساكنتين أو حيث تبقى إحدى اليدين ثابتة والأخرى متحركة أو حيث تتحرك كلتا اليدين. وعندما تتحرك كلتا اليدين تتحركان معًا إما في حركة متوازية أو متقاطعة.(ص.2 – 3)(ص.96) قد يكون انتشار الإشارات بيد واحدة في لغات الإشارة المساعدة مثل لغة الإشارة السهلية نمطيًا حيث تميل لغات الإشارة الأساسية إلى تفضيل الإشارات باليدين.
تتوافق هذه القيود مع شروط التماثل والهيمنة التي وُجدت لاحقًا في لغة الإشارة الأمريكية. ويشترط شرط التماثل أن تكون الإشارات ثنائية اليدين التي تتحرك فيها كلتا اليدين متناظرة في الحركة بينما ينص شرط الهيمنة على أنه في الإشارات ثنائية اليدين التي تتضمن شكلين مختلفين لليدين تقتصر اليد السلبية على حركات وأشكال معينة لليدين.(ص.96) أظهر التحليل الأولي أن لغة الإشارة السهلية تبدو ملتزمة بهذه الشروط كما أنها تفضل أشكال اليد غير المميزة.(ص.139 – 140)
يصف ويست التداخل الصوتي الواسع والذي يمكن أن تكون بيئات التكييف الخاصة به محددة للغاية.(ص.43)

### علم العروض
يُظهر مستخدمو لغة الإشارة السهلية بنيةً لغويةً واسعة قسّمها ويست إلى حزمٍ شبيهةٍ بالمقاطع الصوتية وحزمٍ فرعية وإشاراتٍ فرديةٍ شبيهةٍ بالكلمات وعباراتٍ شبيهةٍ بالجمل وعباراتٍ شبيهةٍ بالفقرات. فباستثناء الحزمة وعلى النقيض تمامًا من معظم لغات الإشارة للصم حيث تتداخل الإشارات غالبًا بسلاسة فإن حدود كلٍّ من هذه الوحدات اللغوية تُحدَّد باستمرارٍ بإحدى ثلاث نقاط اتصال:

الفقرة-النقطة النهائية

تُوضع اليدين متقاطعتين أو مطويتين فوق الجزء السفلي من البطن إذا كان الشخص واقفاً أو على حضنه إذا كان جالساً.

العبارة - النقطة النهائية

تتحرك العقارب جزئيًا نحو موضع المفصل النهائي للفقرة ولكنها تتراجع قبل الوصول إليه.
يوجد نوعان مختلفان من اللهجة الأولى ضمّ اليدين قرب الصدر والثانية عند الجلوس بلمسة خفيفة على الفخذين ومع أن هذا النوع نادر. يمكن التعبير عن أيٍّ من النوعين بوجه حازم وفي هذه الحالة يُقال تصفيق أو صفعة قوية ومسموعة. اللهجات الحازمة أكثر شيوعًا في لهجات سهول شمال ساسكاتشوان وشمال ألبرتا.

إشارة-التقاطع النهائي

ترتدّ اليدان قليلًا نحو الصدر أو الكتف أو يُؤخذ وقفة خفيفة. قد يكون هذا التوقف إشارة على محادثة عادية على عكس ما وصفه المتحدثون بأنه سجل أكثر أناقة.

نقطة التقاء الفقرة النهائية تُشير حصريًا إلى بدايات ونهايات الجمل الكاملة بحيث يُقارب طول كل جملة ومحتوى الفقرة. ويمكن حذفها من بداية الجملة.
يمكن استخدام إشارتي نهاية الفقرة والعبارة بالتبادل. وتُستخدم إشارة نهاية الفقرة غالبًا لفصل عناصر القائمة والأفكار الكاملة الشبيهة بالجمل، بينما تُفضّل إشارة نهاية العبارة بعد الأفكار غير المكتملة أو الجمل المتدلية وهي أكثر شيوعًا في أي مكان آخر.
أي إشارات لا يفصلها تقاطع الفقرة أو العبارة تكون شبه مفصولة عالميًا بتقاطع الإشارة وكذلك الحزم داخل مركب مفتوح حيث تُستخدم إشارات متعددة كوحدة للإشارة إلى فكرة أو شيء ما. والتقاطع بين الفقرة والعبارة نادر جدًا داخل المركبات المفتوحة. أكبر الوحدات التي لا يفصلها تقاطع هي إشارات الوحدة والتي يمكن أن تكون حزمة واحدة أو حزمة وشكل يد أو مرجع نهائي أو حزمة متكررة أو مركب مغلق حيث تُشكل إشارات متعددة إشارة جديدة.(ص.53 – 56)

## قراءة إضافية
- Clark، William Philo (1885). [[[:قالب:Google books URL]] The Indian Sign Language] – عبر كتب جوجل. {{استشهاد بكتاب}}: تحقق من قيمة |مسار= (مساعدة)